# Fonyó Zsolt
Fonyó Zsolt (Budapest, 1943. december 3. – Budapest, 2005. október 30.) magyar vegyészmérnök, egyetemi tanár, a Magyar Tudományos Akadémia rendes tagja.

## Élete
1962-ben érettségizett a budapesti Petrik Lajos Vegyipari Technikumban, majd 1967-ben a Veszprémi Vegyipari Egyetem nehézvegyipari szak petrolkémiai ágazatán szerzett vegyészmérnöki oklevelet. A Kőolaj- és Gázipari Tervező Vállalat (Olajterv) tervezőmérnöke, majd létesítményi főmérnöke volt, 1969-ben Indiában tett hosszabb tanulmányutat.
1971-ben BME Vegyészmérnöki Kar Vegyipari Műveletek Tanszék tanársegéde és az MTA–TMB-n Földes Péter aspiránsa lett, majd 1974 és 1983 között egyetemi adjunktus volt. 1974-ben a kémiai tudományok kandidátusa lett. 1979-ben vendégkutatóként a Tokiói Egyetemen dolgozott. 1983-től 1993-ig a BME egyetemi docense volt. 1986-ban kötheni műszaki főiskola vendégtanára, 1987 és 1993 között a zürichi Eidgenössische Technische Hochschule vendégprofesszora volt. 1987-ben a kémiai tudományok doktora lett.
1993-ban egyetemi tanárnak nevezték ki, és tanszékvezető, valamint 1997-től a Vegyipari Eljárások Tanszékcsoport vezetője is volt. 1998-ban az MTA levelező, 2004-ben rendes tagjává választották. Az MTA Műszaki Kémiai Komplex Bizottságának alelnöke, valamint a Vegyipari Műveletek Bizottságának és a Magyar Kémikusok Egyesülete Műszaki Kémiai Szakosztályának elnöke volt. Tagja volt a Chemical & Biochemical Engineering Quarterly szerkesztőbizottságának is.
Szakterülete a kőolajipari desztilláció elmélete és technikája, a hidrodinamika, a hő- és anyagátadás, valamint a vegyipari folyamattervezés volt. Módszereket dolgozott ki az elválasztási műveletek energetikai javítása terén, melyeket a vegyipari folyamatok tervezésénél és irányításánál világszerte használtak. Különleges szétválasztási eljárások kifejlesztésével és az energiaintegrációs és hőszivattyús technológiák szintézisének korlátozásos módszereinek kidolgozásával is foglalkozott, valamint rész vett számos vegyipari, kőolajipari és petrolkémiai üzem tervezésében és intenzifikálásában is.
2005-ben hunyt el, a Fiumei úti sírkertben nyugszik az akadémikusok parcellájában (27-B-2). Sírját 2015-ben védetté nyilvánították.
Felesége 1969-től György Ildikó vegyészmérnök volt. Két gyermekük született, Fonyó Balázs (1971–) és Fonyó Adrienne (1974–).

## Díjai, elismerései
- A Műszaki Könyvkiadó Nívódíja (1979)
- Az év oktatója (BME, 1995)
- Széchenyi Professzori Ösztöndíj (1997–2000)
- Varga József-díj (1998)